# Angelo Destasio
Angelo Destasio, riportato negli almanacchi come De Stasio (Catania, 17 settembre 1962), è un ex cestista italiano.
Guardia-ala di 197 cm, ha giocato per due stagioni nella massima serie italiana, entrambe con la Sebastiani Rieti, e ha vestito la maglia dell'Italia under 20.
È considerato da molti come il miglior cestista catanese di sempre, nonché il primo etneo a vestire la maglia della Nazionale juniores, fatto che diede lo spunto al giornalista Nunzio Spina per definirlo Angelo azzurro.

## Biografia
(Angelo Destasio)
Crebbe nel quartiere Cappuccini di Catania. Si trattava della zona malfamata di via Plebiscito, luogo in cui era in corso una vera e propria guerra di mafia; proprio per questo, Destasio ha sostenuto più volte di essere stato "salvato" dallo sport che lo ha tolto ad una situazione ambientale disagiata. Il padre era portinaio all'ospedale Garibaldi; Angelo Destasio era l'ultimo di sette figli.
Dopo il triennio tra Rieti e Bologna, si trasferì a Trapani, dove inizialmente andò a vivere in un appartamento con altri cinque compagni di squadra, tra cui Gigi Ranieri.
Dopo il ritiro da giocatore, lavorò dapprima nella cartoleria del fratello a Catania, poi iniziò a viaggiare. Aprì un bed and breakfast a Goa (India), poi viaggiò in Sudamerica (Perù, Cile, Bolivia). «Ero stanco di questo mondo delle cose futili e materiali e così decisi di partire, cercando nuovi stimoli» disse spiegando la sua scelta. A Ollantaytambo, vicino a Cusco, partecipò come volontario alla costruzione di una scuola. In seguito, con la compagna Françoise Patrice si trasferì a Douala, in Camerun. Lì, nel 2007, ha fondato l'associazione umanitaria Sport For Africa Willie Sojourner in Camerun, dedicata al suo ex compagno di squadra e amico Sojourner, morto nel 2005. L'obiettivo era di creare un centro sociale con palestra, biblioteca, postazione internet e consultorio per i giovani locali. Sotto lo slogan "Right to play", tra i progetti vi era "100 scarpette per Japoma", finalizzato all'acquisto di cento paia di scarpe per i bambini di Japoma.
A fine 2014, tornò in Camerun per iniziare l'esperienza di "InCamerun", per fornire servizi a chi vuole avvicinarsi al Paese africano e fare da punto di riferimento per le società sportive che cercano lì nuovi talenti.

## Caratteristiche tecniche
Camillo Sgroi, suo primo allenatore, ha descritto Angelo Destasio come un giocatore completo già ai tempi delle giovanili; era istintivo e migliorò nella mentalità cestistica e in alcuni fondamentali giocando con il gruppo dei suoi coetanei alla Sales. Le sue qualità vennero poi alla luce con il lavoro degli allenatori del Gad Etna, Pippo Strazzeri ed Enzo Molino.
All'esordio in Serie C, "Il Canestro Etneo" lo definì: «tra i più promettenti della nidiata gaddina che deve irrobustire quel suo fisico un po' gracile». Le sue caratteristiche fisiche e mentali sono state descritte come: «gambe snodabili, braccia lunghe, una innata facilità di apprendere la tecnica di gioco»; tecnicamente, poteva adattarsi a vari ruoli, costruiva e finalizzava il gioco, era un ottimo difensore, assistman e dalla buona penetrazione a canestro.
A Rieti veniva impiegato anche da playmaker, benché fosse una guardia, e inoltre in Serie B aveva delle ottime medie al rimbalzo; ciò lo rendeva un jolly in grado di occupare più posizioni in campo. «Intendo il basket in maniera molto moderna, stile Magic Johnson. Cerco di essere in grado di fare tutto ciò che serve alla squadra» dichiarò durante la sua prima stagione a Trapani. La modestia e la professionalità lo fecero diventare uno dei beniamini del pubblico siciliano. Nell'ultimo periodo della sua carriera, un infortunio al ginocchio ne limitò molto le capacità, soprattutto difensive, mentre in attacco conservava medie molto alte.
È stato definito da Francesco Paolo Anselmo un «talento fisico», accomunato agli altri catanesi Mario Porto, Sebastiano Grasso e Orazio Strazzeri.

Angelo Destasio nel 1979-1980.

## Carriera

### Nei club

#### Gli esordi
Angelo Destasio iniziò a giocare a basket con la P.G.S. Sales di Catania, quando l'istruttore Camillo Sgroi lo reclutò durante una leva giovanile, invitato da Riccardo Cantone il 16 giugno 1973. Ebbe così la possibilità di apprendere i fondamentali e soprattutto disporre di una struttura in cui poteva allenarsi anche oltre gli orari degli allenamenti e che era dotata anche di un campo per il "tre contro tre" ritagliato da quello di calcio. Su quel campo ebbe la possibilità di incontrare i migliori cestisti catanesi dell'epoca, e di essere seguito anche da Strazzeri, che collaborava con il Gad Etna. Nel 1976 partecipò con la rappresentativa catanese al torneo cestistico del Trofeo Sicilia, in cui arrivò al secondo posto dopo una contestata finale a tre contro Agrigento e Palermo.
Gli accordi tra la P.G.S. Sales e il Gad Etna Catania ne facilitarono il passaggio alla formazione neopromossa in Serie C, sponsorizzata dalla Jägermeister. Dapprima convocato senza entrare in campo contro Trapani, il 27 novembre 1977 esordì proprio contro i granata segnando un punto. La squadra disputò la Poule B per la promozione e giunse settima. Le due stagioni successive disputò ancora la Poule B, sempre con lo Jägermeister Catania. In totale partecipò a tre finali nazionali giovanili, una cadetti e due juniores, e nel 1979-1980 fu nominato miglior giocatore alle finali di Capo d'Orlando, meritandosi la chiamata della Nazionale juniores e l'interesse di alcune società di Serie A1.

#### La Serie A
Notato dal general manager della Virtus Bologna Gianluigi Porelli, nel 1980-1981 passò alla società emiliana, che lo girò in prestito all'AMG Sebastiani Rieti sponsorizzata Ferrarelle. Fu pagato al Gad Etna 120 milioni di lire.
Destasio venne acquistato insieme ad altri due giovani promettenti: Stefano Colantoni e Mauro Bonino. L'allenatore Frank Klimkovski dovette dosare la squadra tra campionato e Coppa Korać (di cui Rieti era campione in carica), ma non sempre riuscì a mettere in pratica i suoi principi tattici e spesso durante l'anno fu sul punto di essere esonerato; i suoi uomini chiave erano Roberto Brunamonti e Willie Sojourner. Durante la stagione regolare, Destasio fu protagonista di una disavventura con l'americano Irvin Kiffin, con cui si perse in macchina prima della sfida in trasferta contro Roma. La Ferrarelle si qualificò per i play-off, ma fu eliminata al primo turno, e uscì ai quarti in Coppa Korać. L'annata della giovane guardia-ala catanese fu interessante, tra l'altro segnò otto punti contro Mestre ai play-off. In 10,3 minuti di media, Destasio segnò 2,37 punti con il 38% al tiro.

Angelo Destasio che gioca in Serie A1.

Tornato alla Virtus, partecipò ad un camp estivo (un periodo d'addestramento mirato, insieme ad altri giovani cestisti) tenuto da Aza Nikolić, con la concreta possibilità di entrare nel roster delle "v nere", ma si infortunò al menisco e al legamento crociato del ginocchio destro in un'amichevole estiva contro la Libertas Brindisi e rimase fermo un anno e mezzo.
Al suo rientro, giocò ancora con Rieti, ma con un rendimento ridimensionato: concluse con 40 minuti giocati (1,7 a partita) e 11 punti totali. La squadra, priva di Brunamonti e Sojourner e affidata a John McMillen, affrontò una stagione al di sotto delle aspettative, concludendo con appena due vittorie in trenta partite e con la retrocessione in Serie A2.

#### Capitano a Trapani
Vincenzo Garraffa, presidente della Pallacanestro Trapani neopromossa in Serie B, lo acquistò e lo inserì in una formazione in cui figuravano anche Francesco Mannella, Francesco De Lise e Claudio Castellazzi. In seguito, avrebbe dichiarato di essere stato restio a scendere in terza serie, ma di essersi poi ricreduto per l'importanza della piazza trapanese. Giunto in comproprietà, esordì con i granata al Torneo di Nicolosi, a fine agosto 1983, segnando 20 punti in semifinale e venendo premiato dal quotidiano La Sicilia quale miglior giocatore del torneo. In Serie B si presentò una squadra giovane che perse varie partite in trasferta, in un campionato comunque soddisfacente.
Dopo la prima stagione, il suo allenatore Mimmo Trivelli lo riteneva ancora all'altezza di poter tornare a giocare almeno in Serie A2. Anche lo stesso giocatore, comunque, dichiarò che il suo obiettivo era tornare nella massima serie. Nella prima parte della stagione 1984-1985, un infortunio ad una costola e un'infiammazione al ginocchio lo costrinsero a saltare le prime due giornate, ma poi si riprese e partecipò a un avvio di campionato ottimo della sua squadra, che poteva puntare alla promozione in A2. «Non siamo ancora pronti per la serie A» dichiarò a dicembre alla stampa. Nominato capitano della squadra l'anno in cui si salvò allo spareggio contro Cagliari a Caserta, rimase a Trapani fino al 1989.
È stato inserito dal Basket Trapani nella lista delle ali piccole più forti della storia del basket trapanese, poi votate tramite un sondaggio online.

Angelo Destasio con la maglia di Trapani.

#### L'ultimo biennio
Nel 1989 si trasferì alla Pallacanestro Marsala ottenendo la promozione dalla B2 alla B1. Nel 1990-1991 passò alla Pallacanestro Olympia Comiso, allenato da Riccardo Cantone. Giocò malgrado l'infortunio al ginocchio limitasse molto una gamba e ciononostante segnava quasi trenta punti a partita; chiuse comunque anzitempo la sua esperienza con i biancazzurri; si fermò comunque a 259 punti in 14 gare e nell'ultimo match, il 24 febbraio 1991 in casa contro il Masters Roma (96-103), segnò 35 punti. È ricordato tra i migliori giocatori della storia della società ragusana: in una votazione su internet, è stato incluso nel quintetto ideale storico dell'Olympia.
Dopo quest'esperienza in B2, malgrado la sua intenzione di proseguire ancora, a causa dei problemi al ginocchio lasciò il basket a nemmeno trent'anni. Per un anno fu anche direttore sportivo del Gad Etna, che vinse la Serie D nel 1991-1992.

### In Nazionale
Nel 1980 fu convocato nella Nazionale juniores allenata da Vittorio Tracuzzi dopo aver vinto il titolo di miglior giocatore alle finali nazionali di Capo d'Orlando. Tracuzzi lo aveva notato durante una partita di Serie C tra Gad Etna e Messina, in cui Destasio si era segnalato tra i migliori in campo.
Il ritiro si svolse a Figino Serenza dal 14 luglio 1980, in preparazione al Torneo Start disputato a Dimitrovgrad (in Bulgaria) dal 20 al 24 dello stesso mese. In quella squadra trovavano spazio anche Antonello Riva, Walter Magnifico e Alessandro Fantozzi. Tuttavia, fu l'ultimo taglio prima dell'Europeo di categoria. In totale, ha giocato cinque gare con gli azzurri.

## Statistiche

### Presenze e punti nei club
Dati aggiornati al 27 agosto 2011.
| Stagione        | Squadra               | Competizione | Partite | Partite | Partite | Statistiche tiro | Statistiche tiro | Statistiche tiro | Altre statistiche | Altre statistiche | Altre statistiche | Altre statistiche | Altre statistiche |
| Stagione        | Squadra               | Competizione | Pres.   | Titol.  | Minuti  | Tiri da 2        | Tiri da 3        | Liberi           | Rimb.             | Assist            | Rubate            | Stopp.            | Punti             |
| --------------- | --------------------- | ------------ | ------- | ------- | ------- | ---------------- | ---------------- | ---------------- | ----------------- | ----------------- | ----------------- | ----------------- | ----------------- |
| 1977-1978       | Jägermeister Catania  | Serie C      | 18      |         |         |                  |                  |                  |                   |                   |                   |                   | 84                |
| 1978-1979       | Jägermeister Catania  | Serie C      | 19      |         |         |                  |                  |                  |                   |                   |                   |                   | 97                |
| 1979-1980       | Jägermeister Catania  | Serie C1     | 28      |         |         |                  |                  |                  |                   |                   |                   |                   | 461               |
| 1980-1981       | Ferrarelle Rieti      | Serie A1     | 32      |         | 329     | 29/76            |                  | 18/27            | 31                | 4                 | 10                | 0                 | 76                |
| 1981-1982       | Sinudyne Bologna      | Serie A1     | 0       | 0       | 0       | 0                |                  | 0                | 0                 | 0                 | 0                 | 0                 | 0                 |
| 1982-1983       | Binova Rieti          | Serie A1     | 23      |         | 40      | 3/8              |                  | 5/6              | 1                 | 1                 | 2                 | 0                 | 11                |
| 1983-1984       | Poiatti Trapani       | Serie B      | 30      |         |         |                  |                  |                  |                   |                   |                   |                   | 425               |
| 1984-1985       | Poiatti Trapani       | Serie B      | 28      |         |         |                  |                  |                  |                   |                   |                   |                   | 393               |
| 1985-1986       | Caruso Trapani        | Serie B      | 29      |         |         |                  |                  |                  |                   |                   |                   |                   | 460               |
| 1986-1987       | Caruso Trapani        | Serie B1     | 30      |         |         |                  |                  |                  |                   |                   |                   |                   | 412               |
| 1987-1988       | Caruso Trapani        | Serie B1     | 31      |         |         |                  |                  |                  |                   |                   |                   |                   | 328               |
| 1988-1989       | Pallacanestro Trapani | Serie B1     | 28      |         |         |                  |                  |                  |                   |                   |                   |                   | 140               |
| 1989-1990       | Pallacanestro Marsala | Serie B2     |         |         |         |                  |                  |                  |                   |                   |                   |                   |                   |
| 1990-1991       | Olympia Basket Comiso | Serie B2     | 14      |         |         |                  |                  |                  |                   |                   |                   |                   | 308               |
| Totale carriera |                       |              |         |         |         |                  |                  |                  |                   |                   |                   |                   |                   |

## Palmarès
- Promozione dalla Serie B2 alla Serie B1: 1
Pall. Marsala: 1989-1990